# Цератоптерис
Цератоптерис (Ceratopteris) — єдиний рід водної папороті.

## Види
(Деколи визнають тільки чотири види)
- Цератоптерис рогатий (Ceratopteris cornuta) (P. Beauv.) Le Prieur; Ann. Sci. Nat. 19: 103. t. 4A (1830)
- (Ceratopteris gaudichaudii) Brongn.; Bull. Soc. Philom. 187 (1821)
- Цератоптерис птеридіумоподібний (Ceratopteris pteridoides) (Hook.) Hieron.; Bot. Jahrb. Syst. 34: 561 (1905)
- (Ceratopteris richardii) Brongn.; Dict. Class. Hist. Nat. 3: 351 (1823) — «C-fern»
- Цератоптерис рутвицеподібний (Ceratopteris thalictroides) (L.) Brongn.; Bull. Sci. Soc. Philom. Paris, sér. 3, 8: 186 (1821)

| Папороті | Це незавершена стаття про папороті. Ви можете допомогти проєкту, виправивши або дописавши її. |